# Fragment I du Caire
Pierre du Caire
Le « fragment I du Caire », parfois appelé « pierre du Caire » (fragment de code C1 K1), est l'un des deux plus grands fragments de la liste royale de la Ve dynastie de l'Égypte antique, qui, avec la pierre de Palerme et d'autres fragments plus petits, participent à la connaissance des rois de la période prédynastique et des premières dynasties jusqu'à la Ve dynastie (de 2504 à 2347 avant J.-C.) incluse.
Ce fragment tire son nom de son emplacement actuel dans la collection du musée égyptien du Caire, qui abrite également quatre autres fragments, les fragments du Caire numéros 2–5 / C2 - C5 / K2 - K5, de la même liste royale lapidaire.

## Historique et description

### Pierre fragmentée
Le « fragment I du Caire » ou « pierre du Caire » faisait partie d'une grande stèle de diorite noire, dont les dimensions devaient probablement être de 220 × 140 cm. Pour des raisons inconnues, cet artefact s'est retrouvé divisé en plusieurs fragments.
Les deux plus grands fragments de cette stèle sont appelés « pierre de Palerme » et « pierre du Caire » (ou « fragment I du Caire ») en raison de leur lieu de conservation. Un autre fragment, nettement plus petit, est conservé au musée Petrie d'archéologie égyptienne, à Londres.
Finalement, l'inscription globale est seulement présumée par les scientifiques, par déduction à partir des déchiffrements de tous les fragments connus et des diverses interprétations possibles de chacun d'eux. Tous les fragments font donc l'objet d'une recherche encore en cours, notamment en ce qui concerne la reconstitution globale de la liste originelle, et concernant ses différentes interprétations possibles.

### Inscriptions globales
Cette stèle en pierre comporte des inscriptions sur ses deux faces, sur la face avant et sur la face arrière. Le devant en particulier est divisé par des lignes horizontales et des traits verticaux, pouvant faire penser à un quadrillage moderne. Sur la ligne supérieure, les noms des monarques de la période prédynastique sont inscrits dans des vignettes rectangulaires.
En dessous figurent les noms des pharaons de la première à la IVe dynastie. Dans les lignes intermédiaires, les noms des souverains figurent avec leur titulature et leur cartouche, ainsi que le nom de leurs mères royales respectives ; cet usage se retrouve sur les annales de la VIe dynastie. Les noms des rois sont toujours inscrits au centre du tableau qui leur correspond. Juste en dessous sont indiqués pour chaque année les événements les plus importants ; le bétail aussi est répertorié. L'état annuel des crues et inondations du Nil est indiqué dans une très fine ligne supplémentaire sous chaque vignette.
Ce qui concerne un monarque se termine l'année civile de sa mort. Le décompte des années n'est pas effectué à partir de la prise de pouvoir d'un roi, mais à partir de l'année où il est monté sur le trône. Le calendrier administratif égyptien est choisi comme base de ces inscriptions, le début étant toujours fixé au premier mois de la saison égyptienne de l'inondation. Toute la face avant de la stèle est remplie selon ce principe, pour les quatre premières dynasties. Le dos de la stèle est dédié aux monarques de la Ve dynastie.

### Fragment du Caire
C'est en 1910 que quatre fragments de cette stèle entrent dans les collections du musée égyptien du Caire, dont un fragment de taille comparable à la pierre de Palerme. Les trois premiers ont été achetés chez un marchand du Caire, par Émile Brugsch, le conservateur du musée. Ils proviendraient de Minieh en Moyenne Égypte. Un quatrième fragment est découvert peu après à Mit-Rahineh à l'emplacement de Memphis, l'ancienne capitale. Un cinquième fragment vient s'y ajouter cinquante ans après, acheté chez un marchand du Caire en 1963 par Jean-Louis de Cenival, qui l'offre ensuite au musée.
Le plus grand fragment, appelé « fragment I du Caire », mesure 42 cm de haut au recto, et 36 cm au verso, avec une largeur maximale de 26 cm, pour une épaisseur de 60 à 62 ou 65 mm,.
Gaston Maspero, le directeur du musée égyptien du Caire, en confie l'étude et la publication à l'égyptologue Henri Gauthier. Celui-ci constate qu'il est possible de situer avec précision la place de ce grand fragment dans la stèle originelle, par rapport à la pierre de Palerme, grâce aux lignes qui se continuent de l'un à l'autre malgré l'intervalle qui les sépare, les bandes et les registres étant de même hauteur. La régularité des espacements du hiéroglyphe de l'année permet aussi d'estimer l'espace entre les deux grands fragments.
L'appartenance du fragment du Caire au même monument que la pierre de Palerme ne fait aucun doute selon Gauthier. En revanche pour Vassil Dobrev et Michel Baud cela n'est pas certain, il pourrait aussi provenir d'une autre stèle, dupliquée.

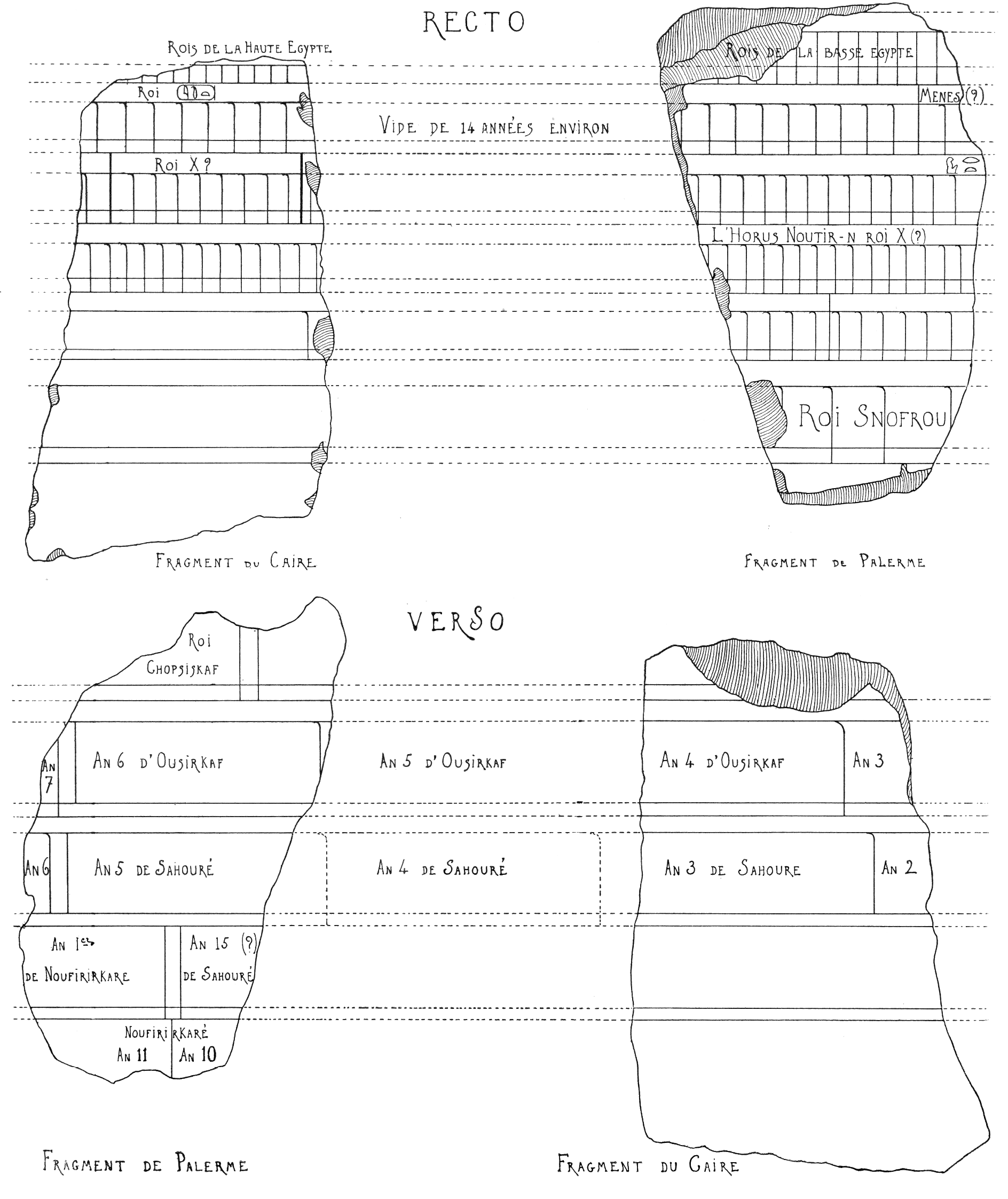
Croquis de Henri Gauthier reconstituant la stèle avec le fragment du Caire et la pierre de Palerme.

### Inscriptions sur le fragment du Caire
Les inscriptions de ce grand fragment sont peu lisibles, en partie effacées, ce fragment ayant été utilisé comme seuil de porte.
Le fragment I du Caire ne comporte qu'une des parties les plus grandes de l'inscription globale. Le recto de ce fragment contient les informations sur le roi Djer pour neuf années, sur le roi Ninetjer pour huit années, sur le roi Adjib pour une année, sur le roi Sémerkhet pour huit années, sur le roi Qâ pour une année, et sur le roi Sekhemkhet pour neuf années.
D'autres personnes sont mentionnées sur ce fragment de la stèle : Chenethapi, la mère de Djer et probablement l'épouse du roi Teti Ier ; Batiires, mère de Sémerkhet et probablement épouse du roi Adjib.
Au dos de ce fragment de la stèle, la division en fenêtres diminue considérablement et l'inscription y est partiellement incomplète.

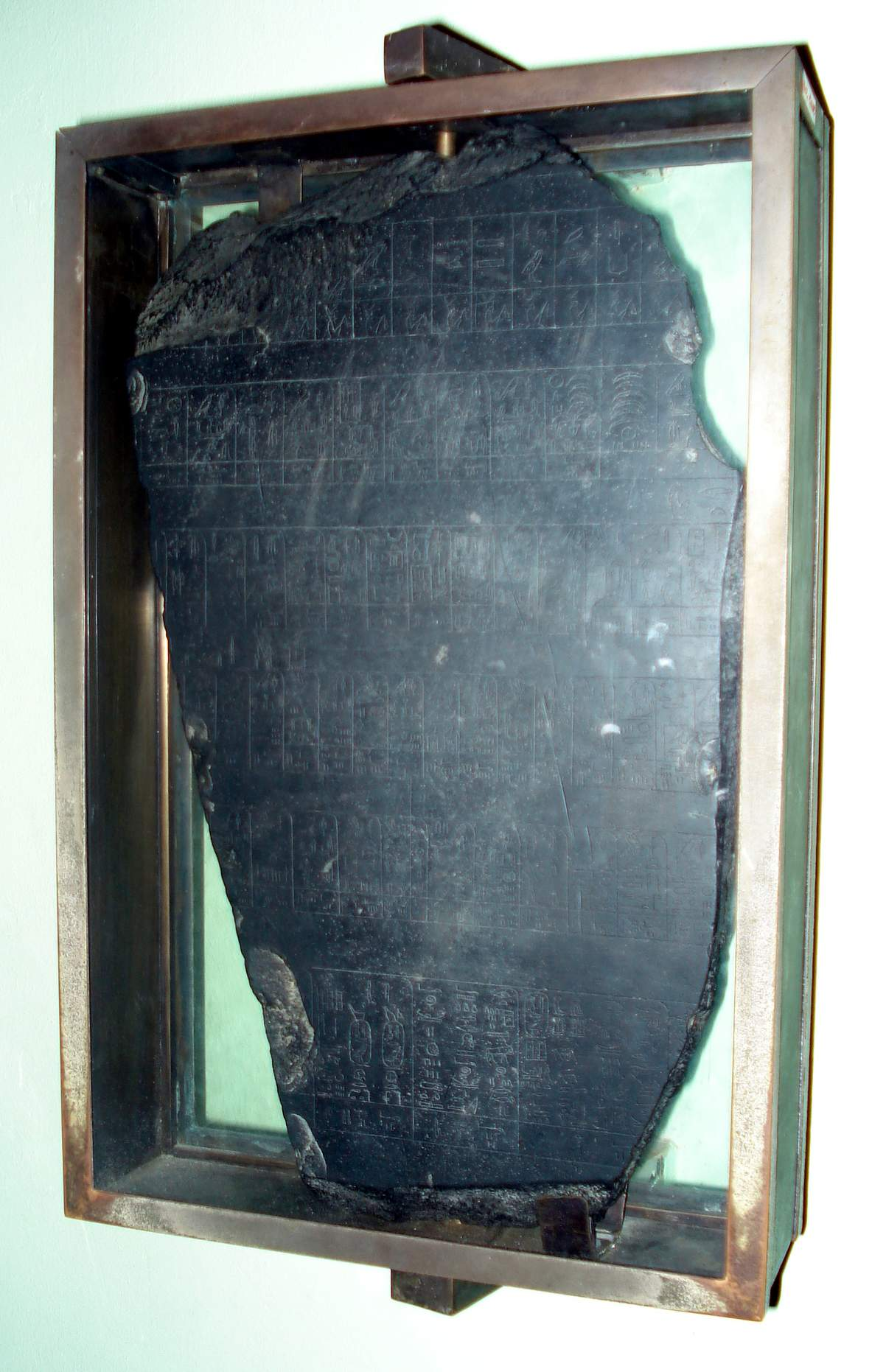
Autre grand fragment de la stèle : la pierre de Palerme
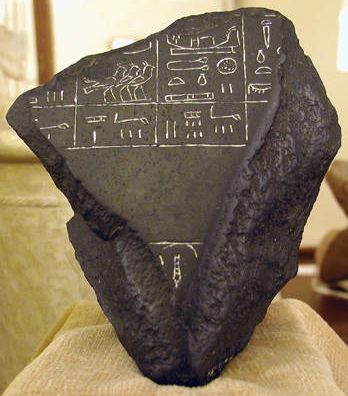
Un fragment plus petit, celui du Musée Petrie d'archéologie égyptienne